# Anisotochra gracilipes
Anisotochra gracilipes är en insektsart som beskrevs av Karsch 1889. Anisotochra gracilipes ingår i släktet Anisotochra och familjen vårtbitare. Inga underarter finns listade i Catalogue of Life.